# Đội tuyển bóng đá quốc gia Belarus
Đội tuyển bóng đá quốc gia Belarus là đội tuyển cấp quốc gia của Belarus do Liên đoàn bóng đá Belarus quản lý. Sau sự sụp đổ của Liên Xô, Belarus có trận đấu đầu tiên gặp Litva vào 20 tháng 7 năm 1992. Trước đó, các cầu thủ ưu tú của Belarus chơi trong màu áo Liên Xô.

## Thành tích tại giải vô địch thế giới
- 1930 đến 1994 - Không tham dự, là một phần của Liên Xô
- 1998 đến 2022 - Không vượt qua vòng loại

## Thành tích tại giải vô địch châu Âu
- 1960 đến 1992 - Không tham dự, là một phần của Liên Xô
- 1996 đến 2024 - Không vượt qua vòng loại

## Thành tích tại UEFA Nations League
| Thành tích tại UEFA Nations League | Thành tích tại UEFA Nations League | Thành tích tại UEFA Nations League | Thành tích tại UEFA Nations League | Thành tích tại UEFA Nations League | Thành tích tại UEFA Nations League | Thành tích tại UEFA Nations League | Thành tích tại UEFA Nations League | Thành tích tại UEFA Nations League | Thành tích tại UEFA Nations League | Thành tích tại UEFA Nations League |
| Mùa giải                           | Hạng đấu                           | Bảng                               | Pos                                | Pld                                | W                                  | D                                  | L                                  | GF                                 | GA                                 |                                    |
| ---------------------------------- | ---------------------------------- | ---------------------------------- | ---------------------------------- | ---------------------------------- | ---------------------------------- | ---------------------------------- | ---------------------------------- | ---------------------------------- | ---------------------------------- | ---------------------------------- |
| 2018–19                            | D                                  | 2                                  | 1st                                | 6                                  | 4                                  | 2                                  | 0                                  | 10                                 | 0                                  |                                    |
| 2020–21                            | C                                  | 2                                  | 2nd                                | 6                                  | 3                                  | 1                                  | 2                                  | 10                                 | 8                                  |                                    |
| Tổng cộng                          | Tổng cộng                          | Tổng cộng                          | Tổng cộng                          | 12                                 | 7                                  | 3                                  | 2                                  | 20                                 | 8                                  |                                    |

## Đội hình
Đội hình dưới đây tham dự 2 trận giao hữu gặp Syria và Oman vào tháng 11 năm 2022.
Số liệu thống kê tính đến ngày 20 tháng 11 năm 2022, sau trận gặp Oman
| Số | VT | Cầu thủ                 | Ngày sinh (tuổi)  | Trận | Bàn | Câu lạc bộ          |
| -- | -- | ----------------------- | ----------------- | ---- | --- | ------------------- |
|    | TM | Maksim Plotnikov        | 29 tháng 1, 1998  | 3    | 0   | Shakhtyor Soligorsk |
|    | TM | Syarhey Ignatovich      | 29 tháng 6, 1992  | 1    | 0   | Isloch Minsk Raion  |
|    | TM | Andrey Kudravets        | 2 tháng 9, 2003   | 1    | 0   | BATE Borisov        |
|    |    |                         |                   |      |     |                     |
|    | HV | Denis Polyakov          | 17 tháng 4, 1991  | 52   | 1   | Astana              |
|    | HV | Sergey Politevich       | 9 tháng 4, 1990   | 36   | 1   | Shakhtyor Soligorsk |
|    | HV | Kiryl Pyachenin         | 18 tháng 3, 1997  | 17   | 0   | Orenburg            |
|    | HV | Gleb Shevchenko         | 17 tháng 2, 1999  | 14   | 0   | Shakhtyor Soligorsk |
|    | HV | Maksim Shvyatsow        | 2 tháng 4, 1998   | 11   | 0   | Dinamo Minsk        |
|    | HV | Danila Nechayev         | 30 tháng 10, 1999 | 6    | 0   | BATE Borisov        |
|    | HV | Zakhar Volkov           | 12 tháng 8, 1997  | 5    | 0   | Khimki              |
|    | HV | Ilya Lukashevich        | 1 tháng 8, 1998   | 0    | 0   | Energetik-BGU Minsk |
|    |    |                         |                   |      |     |                     |
|    | TV | Vladislav Klimovich     | 12 tháng 6, 1996  | 28   | 1   | Nea Salamina        |
|    | TV | Yevgeny Yablonsky       | 10 tháng 5, 1995  | 27   | 3   | Aris Limassol       |
|    | TV | Max Ebong               | 26 tháng 8, 1999  | 26   | 2   | Astana              |
|    | TV | Ivan Bakhar             | 10 tháng 7, 1998  | 22   | 2   | Dinamo Minsk        |
|    | TV | Valery Gromyko          | 23 tháng 1, 1997  | 10   | 1   | BATE Borisov        |
|    | TV | Vladislav Malkevich     | 4 tháng 12, 1999  | 7    | 1   | BATE Borisov        |
|    | TV | Valery Bocherov         | 10 tháng 8, 2000  | 5    | 0   | BATE Borisov        |
|    | TV | Denis Grechikho         | 22 tháng 5, 1999  | 2    | 0   | Dinamo Minsk        |
|    | TV | Kirill Kaplenko         | 15 tháng 6, 1999  | 1    | 0   | Orenburg            |
|    |    |                         |                   |      |     |                     |
|    | TĐ | Dmitry Podstrelov       | 6 tháng 9, 1998   | 13   | 1   | Shakhtyor Soligorsk |
|    | TĐ | Uladzimir Khvashchynski | 10 tháng 5, 1990  | 5    | 1   | Minsk               |
|    | TĐ | Yegor Bogomolsky        | 3 tháng 6, 2000   | 5    | 0   | Neftchi Baku        |

### Triệu tập gần đây
Các cầu thủ được triệu tập trong vòng 12 tháng.
| Vt | Cầu thủ             | Ngày sinh (tuổi)  | Số trận | Bt | Câu lạc bộ            | Lần cuối triệu tập                   |
| -- | ------------------- | ----------------- | ------- | -- | --------------------- | ------------------------------------ |
| TM | Pavel Pavlyuchenko  | 1 tháng 1, 1998   | 11      | 0  | Nieciecza             | v. Slovakia, 25 September 2022       |
| TM | Yegor Khatkevich    | 9 tháng 4, 1988   | 7       | 0  | Dinamo Minsk          | v. Slovakia, 25 September 2022       |
| TM | Raman Stsyapanaw    | 6 tháng 8, 1991   | 0       | 0  | Shakhtyor Soligorsk   | v. Bahrain, 29 March 2022            |
|    |                     |                   |         |    |                       |                                      |
| HV | Alyaksandr Sachywka | 5 tháng 1, 1986   | 12      | 1  | Dinamo Minsk          | v. Syria, 17 November 2022 PRE       |
| HV | Ruslan Yudenkov     | 28 tháng 4, 1987  | 10      | 0  | Maktaaral             | v. Slovakia, 25 September 2022       |
| HV | Ruslan Khadarkevich | 18 tháng 6, 1993  | 8       | 0  | Shakhtyor Soligorsk   | v. Slovakia, 25 September 2022       |
| HV | Roman Begunov       | 22 tháng 3, 1993  | 9       | 0  | Dinamo Minsk          | v. Azerbaijan, 13 June 2022          |
| HV | Roman Yuzepchuk     | 24 tháng 7, 1997  | 16      | 1  | Shakhtyor Soligorsk   | v. Bahrain, 29 March 2022            |
| HV | Aleksey Zalesky     | 7 tháng 10, 1994  | 0       | 0  | Torpedo-BelAZ Zhodino | v. Ấn Độ, 26 March 2022 PRE          |
|    |                     |                   |         |    |                       |                                      |
| TV | Nikita Korzun       | 6 tháng 3, 1995   | 17      | 0  | Shakhtyor Soligorsk   | v. Syria, 17 November 2022 PRE       |
| TV | Pavel Savitsky      | 12 tháng 7, 1994  | 24      | 7  | Neman Grodno          | v. Slovakia, 25 September 2022       |
| TV | Pavel Sedko         | 3 tháng 4, 1998   | 11      | 1  | Gomel                 | v. Slovakia, 25 September 2022       |
| TV | Dmitry Bessmertny   | 3 tháng 1, 1997   | 7       | 0  | BATE Borisov          | v. Slovakia, 25 September 2022       |
| TV | Ruslan Lisakovich   | 22 tháng 3, 2002  | 5       | 0  | Isloch Minsk Raion    | v. Slovakia, 25 September 2022       |
| TV | Aleksandr Selyava   | 17 tháng 5, 1992  | 5       | 0  | Rostov                | v. Kazakhstan, 22 September 2022 INJ |
| TV | Artyom Bykov        | 12 tháng 10, 1992 | 21      | 1  | Dinamo Minsk          | v. Azerbaijan, 13 June 2022          |
|    |                     |                   |         |    |                       |                                      |
| TĐ | Andrey Solovey      | 13 tháng 12, 1994 | 8       | 2  | Shakhtyor Soligorsk   | v. Azerbaijan, 13 June 2022          |
| TĐ | Artem Kontsevoy     | 26 tháng 8, 1999  | 3       | 1  | Dinamo Minsk          | v. Ấn Độ, 26 March 2022 PRE          |

- &lt;sup&gt;INJ&lt;/sup&gt; Rút lui vì chấn thương
- &lt;sup&gt;PRE&lt;/sup&gt; Đội hình sơ bộ

## Huấn luyện viên
| Huấn luyện viên                        | Thời gian                                   | Số trận | Thắng | Hoà | Thua | Bàn thắng&lt;br /&gt;/Bàn thua |
| -------------------------------------- | ------------------------------------------- | ------- | ----- | --- | ---- | ------------------------------ |
| Mihail Verhejenka                      | 10/1992 - 5/1994&lt;br/&gt;1/1997 - 9/1999  | 24      | 2     | 6   | 16   | 22-40                          |
| Siarhej Barouski                       | 8/1994 - 10/1996&lt;br/&gt;10/1999 - 6/2000 | 26      | 4     | 9   | 13   | 21-43                          |
| Eduard Malofeev                        | 8/2000 - 6/2003                             | 22      | 10    | 5   | 7    | 31-31                          |
| Valery Stralcou&lt;br /&gt;(tạm quyền) | 9/2002                                      | 1       | 0     | 0   | 1    | 0-3                            |
| Anatoly Baidachny                      | 8/2003 - 12/2005                            | 22      | 10    | 4   | 8    | 34-29                          |
| Yuri Puntus                            | 2/2006 - 6/2007                             | 14      | 3     | 4   | 7    | 19-26                          |
| Bernd Stange                           | 2007-2011                                   | 49      | 17    | 14  | 18   | 65-54                          |
| Georgi Kondratiev                      | 2011-2014                                   | 27      | 9     | 8   | 11   | 37-35                          |
| Andrei Zygmantovich (tạm quyền)        | 2014                                        | 2       | 1     | 0   | 1    | 3-5                            |
| Alyaksandr Khatskevich                 | 2014-                                       | 13      | 5     | 4   | 4    | 11-13                          |
| Tổng cộng                              | 10/1992 - nay                               | 201     | 61    | 54  | 86   | 243-279                        |

## Cầu thủ nổi tiếng
- Sergei Aleinikov
- Aliaksandr Hleb
- Vitali Kutuzov